# Shintaro Shimizu
Shintaro Shimizu (født 23. august 1992) er en japansk fodboldspiller, som spiller for den japanske fodboldklub Mito HollyHock.